# Osornophryne percrassa
Osornophryne percrassa är en groddjursart som beskrevs av Pedro M. Ruiz-Carranza och Jorge I. Hernández-Camacho 1976. Osornophryne percrassa ingår i släktet Osornophryne och familjen paddor. IUCN kategoriserar arten globalt som starkt hotad. Inga underarter finns listade i Catalogue of Life.